# Sangue bianco
Sangue bianco (The Planter's Wife) è un film britannico del 1952 diretto da Ken Annakin.